# Małe Wędoły
Małe Wędoły – kolonia w województwie pomorskim, w powiecie chojnickim, w gminie Czersk.
Miejscowość wchodzi w skład sołectwa Rytel.
W latach 1975–1998 miejscowość administracyjnie należała do województwa bydgoskiego.